# EuroMayDay
El EuroMayDay fue una red europea de acción política contra la precariedad laboral iniciativa del movimiento autónomo europeo, activa en la primera década del siglo XXI. Lanzada inicialmente por jóvenes activistas de Milán, a partir de 2005 se extendió a otras ciudades y países. El nombre proviene de May Day, que es el nombre del Primero de Mayo en inglés, pero también de la señal de socorro mayday.
La red organiza marchas festivas y reivindicativas cada primero de mayo, en el mismo día en el cual se suele celebrar la solidaridad y la lucha de los trabajadores contra el sistema capitalista. El EuroMayDay ha sido promovido como un intento de actualizar el día tradicional del primero de mayo por medio de enfocarse en la situación de la precariedad laboral en vez de usual énfasis anterior en la clase obrera organizada en los sindicatos, a los que el movimiento califica de excesivamente burocratizados y poco efectivos.
Las reivindicaciones del movimiento no se centran únicamente en la relación laboral, sino que también abordan el acceso a la vivienda, la libertad de circulación de los migrantes, el copyleft, la renta básica de ciudadanía o la valoración de los trabajos de cuidados.